# Catherine Gfeller
Catherine Gfeller, née le 5 mars 1966 à Neuchâtel (originaire de Worb), est une photographe et vidéaste binationale franco-suisse.
Elle réalise de nombreuses expositions dans le monde depuis 1988 et participe à des foires d'art contemporain. Ses œuvres se trouvent dans des collections publiques et privées.

## Biographie
Catherine Gfeller naît le 5 mars 1966 à Neuchâtel. Elle est originaire de Worb, dans le canton de Berne. Elle possède également la nationalité française.
Elle obtient un master en littérature française et en histoire de l’art en 1991 ainsi qu’un certificat d’aptitudes pédagogiques à l’Université de Neuchâtel, puis enseigne quelques années. En 2003, elle obtient également un diplôme en esthétique et psychanalyse de l’université de Montpellier.
De 1988 à 2022, elle réalise de nombreuses expositions en Suisse et à l'étranger (en Europe,,, mais aussi en Afrique du Sud, en Amérique du Nord, et du Sud,, en  Chine et en Ukraine), où ses œuvres se trouvent dans de nombreuses collections publiques et privées.
Elle participe à des foires dʼart contemporain comme Art Basel, Art Unlimited, KunstZurich, Armory Show, la Foire internationale d'art contemporain de Paris, Paris Photo, la Biennale de Ljubjana et Art Bruxelles.
Parallèlement à ses expositions, elle donne des conférences et anime des ateliers dans différentes écoles d’art et universités. Elle réalise également des commandes pour des bâtiments dans l'espace public,.
Elle vit et travaille à Paris et dans le Sud de la France après avoir vécu cinq ans à New York.

## Parcours artistique
Elle commence la photographie dans les années quatre-vingt en se passionnant pour le paysage.
En 1995, elle obtient une bourse du canton et de la ville de Neuchâtel qui lui permet de poursuivre ses recherches à New York où elle réside jusqu’en 1999. Là, elle crée la série Frises Urbaines, longues compositions horizontales, obtenues par montages, collages et superpositions d'images, donnant vie à un univers à la fois proche et éloigné de la réalité de la ville.
En 1999, elle s'installe à Paris où elle reçoit le prix de la Fondation HSBC pour la photographie. Dès lors, la ville, prise dans un sens métaphorique, est une source d’inspiration pour de nombreux travaux (Multi-compositions) qui associent photographie, vidéo, écriture. Dans certaines séries (Les Déshabilleuses, les Dérangeuses, les Frayeuses) sont mises en scène des protagonistes féminines où les corps sont immergés dans l'espace extérieur et intérieur en un jeu d'imbrications multiples.
En 2010-2011, l’exposition monographique Pulsations a été montrée au Musée des Beaux-Arts de La Chaux-de-Fonds, au Kunstmuseum de Lucerne et au Centre Régional d’Art Contemporain de Sète : les visiteurs sont invités à déambuler au milieu d’installations de grand format sous forme de photographies, de vidéos, de pièces sonores, de multi-projection.

« Les œuvres de Catherine Gfeller ont cette qualité de s’adresser directement aux spectateurs grâce à la diversité de ses moyens d’expression.  Elle a une manière de regarder le monde qui touche le cœur même de nos vies. Ses personnages dans ses vidéos et ses photos, ce sont nous tous. Son regard est unique. Il y a eu des milliers de photographes qui se sont concentrés sur l’espace urbain.  Mais elle est une musicienne qui nous donne le rythme de la cité. Dans ce sens, l’entier de son travail est une performance avec elle comme chef d’orchestre »

— Urs Stahel,.
Après plusieurs résidences en Afrique du Sud, le Musée WAM de Johannesburg présente en 2014 une exposition monographique des travaux réalisés sur place sous le titre Passing the City through You.
Pendant toute l'année 2015, Catherine Gfeller est l'artiste invitée au Centre Paul-Klee de Berne. Elle accomplit une quinzaine d'interventions mêlant différents mediums pour créer un dialogue entre l’art de Paul Klee et l’architecture de Renzo Piano avec notamment un parcours sonore explorant à la fois l'intérieur du musée et le paysage alentour.
Après différents séjours, le Musée National Shevchenko Museum à Kiev en Ukraine accueille Catherine Gfeller en 2017 pour son exposition Voices in Kiev. Elle y présente le travail réalisé en accompagnant des écrivains ukrainiens à travers les quartiers de Kiev, mêlant leurs interprétations de la ville à sa propre vision.
Depuis 2016, Catherine Gfeller est engagée dans un projet en Chine, China Driftings, dont le premier volet a été exposé au Guangdong National Museum of Art à Canton en 2018. Cette exposition se prolonge, au fil des résidences, à Hong Kong, Chengdu, Shanghai et Pékin jusqu’en 2025,.
En 2022, l'artiste est lauréate du prix de Soutien à la photographie documentaire contemporaine organisé par le CNAP (Centre National des Arts Plastiques, Ministère de la Culture, Paris) pour son projet Firelands consacré aux paysages ravagés par les incendies. 
En 2023, Catherine Gfeller a réalisé une exposition nommée Rythms à Médine en Arabie Saoudite illustrant « la coexistence et la convergence de l'homme et de la ville » dans le cadre du Forum Smart Madinah. 
En 2024, L'artiste a été invitée par l'Ambassade de France de Riyad à réaliser une résidence artistique en collaboration avec l'artiste Daniah ALSALEH sur le thème des femmes saoudiennes. L'exposition Woven Portraits, Dreamscrapes of a city est présentée à la Fondation l'Art Pur en mars -avril 2024.

## Réalisations artistiques

### Expositions emblématiques
L'artiste Catherine Gfeller, a réalisé de nombreuses expositions emblématiques notamment Versions d'elle au Centre Culturel Suisse, Paris (2002), Processions croisées, à l'Abbatiale de Bellelay, en Suisse (2010), Pulsations au Musée des Beaux-Arts de La Chaux-de-Fonds (2010), au Kunstmuseum KKL Lucerne (2011) et au Centre d’Art Contemporain CRAC, Sète (2011) ; The City is passing through You, au WitsArt Museum de Johannesburg (2014) ; ZigZag ZPK, au Zentrum Paul Klee, Bern (2015) ; Voices in Kyiv au National Shevchenko Museum à Kiev (2018) ; China Driftings à la Galerie RX, Paris , mais également au National Guangdong Museum de Guangzhou (2018) et La Gardienne du Temps dans la forêt de Môtiers et projections vidéo monumentales en extérieur (2021).

### Projections vidéos et fresques photographiques monumentales
Parallèlement à ses expositions, Catherine Gfeller a réalisé des projections de vidéo monumentales dans l'espace urbain (Château de Valangin, Tour OFS Gare de Neuchâtel, Musée MAHN en 2021 )  ou dans des bâtiments aux architectures inspirantes (Abbatiale de Bellelay 2010, Église Saint Clar 2009, Grange à Rossinière Alt + 1000 en 2015, Il Silencio de David Lynch , Paris, 2018, Pavillon Sicli, Genève, 2019).
Catherine Gfeller a créé des fresques photographiques monumentales : Banana Republic, Empire State Building New York / Vitrine Banque HSBC Paris Fondation Coromandel, Genève / Siège des Métiers des Bâtiments à Genève / Collège de Begnins, / Nouvel Hôpital Pourtalès à Neuchâtel / Centre ville de Neuchâtel / Faculté des Lettres et des Sciences, Université de Neuchâtel / Hôtel Rittergut Geseke, Allemagne,.